# Ejakulacja
Ejakulacja (łac. eiaculatio ‘wytrysk’) – wytrysk nasienia (spermy) z jąder, prostaty i pęcherzyków nasiennych przez cewkę moczową na skutek stymulacji seksualnej. Ejakulacja jest zjawiskiem neurobiologicznym regulowanym ośrodkowo. Porcja nasienia wydzielana w trakcie ejakulacji to ejakulat. Mechanizm umożliwiający ejakulację to rytmiczne skurcze ciał jamistych, znajdujących się w prąciu, dzięki czemu sperma jest wyrzucana z narządu poza ustrój. Ejakulacja następuje w czasie kopulacji, masturbacji bądź polucji.